# Absolvent (film)
Absolvent je americký komedie/drama/romantický film z roku 1967, který režíroval Mike Nichols podle stejnojmenného románu Charlese Webba, jenž jej napsal krátce po absolvování Williams College. Autory scénáře jsou Calder Willingham a Buck Henry. Film vypráví příběh Bena Braddocka (hraje Dustin Hoffman), nedávného absolventa vysoké školy s nejasným směřováním v dalším životě, který je sveden paní Robinsonovou (Anne Bancroftová) a poté se zamiluje do její dcery Elaine (Katharine Rossová).

## Děj
Představuje a zkoumá život jednadvacetiletého Bena Braddocka krátce po ukončení bakalářského studia na nejmenované vysoké škole na severovýchodě USA. Mohlo by se jednat o Williams College, kde studoval autor literární předlohy Charles Webb. Navíc v úvodní části filmu má Benjamin na sobě kravatu této školy.
Děj začíná na oslavě Benovy promoce v domě jeho rodičů v Pasadeně na předměstí Los Angeles. Benjamin se na oslavě, kterou navštívili zejména přátelé jeho rodičů, necítí dobře. Zůstává v ústraní, zatímco jeho rodiče přijímají gratulace a jeho přátelé ze sousedství se ho ptají na plány do budoucna. Benjamin utíká pokaždé, když mu někdo chce pogratulovat, protože se cítí trapně ze všech ocenění které získal na škole. Paní Robinsonová, manželka otcova obchodního partnera, požádá Benjamina, aby ji odvezl domů, což neochotně udělá. Ve filmu se nikdy nedozvíme křestní jméno paní Robinsonové, v románu však její jméno začíná písmenem G.
Když dojedou k ní domů, poprosí jej aby s ní šel dovnitř než rozsvítí, protože se bojí v temném domě. Když jsou uvnitř, vnutí mu drink a později se před ním svlékne a snaží se ho svést. Nejprve je zneklidněný, poté šokovaný jejími pokusy o sblížení a nakonec prchá. O několik dní později jí však zavolá a jejich vztah začíná.
Benjamina láká nabídka vztahu se starší, ale stále atraktivní paní Robinsonovou. Jejich vztah trvá většinu léta. Všechny tyto scény jsou hudebně podkreslenou montáží, která ukazuje nekonečné plynutí času. Jedna ze scén je sestříhána tak, že Benjamin prochází přímo z jídelny svých rodičů do hotelového pokoje, který sdílí s paní Robinsonovou. To má zdůraznit jeho oddělení od rodičů, ačkoliv stále žijí pod jednou střechou.
Mezitím je Benjamin nucen svým otcem, aby si vybral školu, kde bude pokračovat ve studiu. Benjamin, který se nezajímá o další studium, jen krčí rameny a stráví většinu léta schůzkami a spaním s paní Robinsonovou. Jeho vztah může sloužit jako únik od nedostatku cílevědomosti a ctižádosti a jeho strachu o blížící se budoucnost. Pan Robinson, který neví o milostném vztahu své ženy, povzbuzuje Benjamina aby zavolal jeho dceři Elaine. Benjaminovi rodiče jej také povzbuzují, aby ji pozval na schůzku. Během jednoho ze setkání si paní Robinsonová vynutí slib, že nikdy Ben nepozve na schůzku Elaine. Ze strachu před zlobou paní Robinson, nebo proto, že cítí, že sbližování s dcerou své milenky by nemuselo dopadnout dobře, snaží se tomu předejít. Přesto však podlehne neustálému tlaku svých rodičů a je donucen jít na schůzku s Elaine. Snaží se zajistit, aby jejich schůzka dopadla katastrofálně a ona s ním nechtěla navázat vztah. Po cestě řídí bezohledně, prakticky ignoruje Elaine a poté ji vezme do striptýzového klubu. Elaine se urazí a tiše začne plakat.
Poté, co Elaine uteče z podniku, překoná Ben pocit viny a doběhne ji, omluví se a poté ji políbí. Následuje vztah s mladou Robinsonovou, přesně to čemu se Benjamin a paní Robinson snažili předejít.
Od této chvíle Benjaminův život upadá. Jeho vztah s paní Robinsonovou je vyzrazen. Přestože Ben následuje Elaine na univerzitu v Berkeley v Kalifornii, je mu znemožněno se s Elaine nadále vídat. Ona souhlasí s tím, že se provdá za jiného muže, kterého její rodiče akceptují. Přesto však Benjamin stále věří že ho miluje, odmítá se vzdát naděje, navzdory mnoha varováním paní Robinsonové a výhrůžkám vězením od pana Robinsona.
V závěru Benjamin podnikne beznadějnou jízdu na vzdálenost mnoha mil, aby mohl nějakým způsobem čelit Elainině svatbě. Musí zastavit kvůli směru, jeho autu dojde benzín a nakonec je donucen běžet posledních několik bloků. Dorazí k nevěstě a ženichovi až po vyřčení slibu a stojí dívajíce se na dvojici z okna nahoře. Začne třást sklem a křičet "Elaine! Elaine!". To zpočátku nemá žádnou odezvu, ale pak Elaine opětuje výkřikem "Ben!" a propuká neklid.
Po násilném boji s Elaininými rodiči a svatebními hosty (Ben je ozbrojen pouze velkým křížem) Ben a Elaine utíkají linkovým autobusem. Unikající dvojice sedí na zadním sedadle, ostatní cestující na ně hledí v němém úžasu. Film končí záběrem na usměvavé obličeje Bena a Elaine skrz zadní sklo s neutrálním vyzněním a hudbou od Simona a Garfunkela.